# Tamakh
Tamakh is een bestuurslaag in het regentschap Alor van de provincie Oost-Nusa Tenggara, Indonesië. Tamakh telt 1141 inwoners (volkstelling 2010).